# Zvonimir Soldo
Zvonimir Soldo (født 2. november 1967 i Zagreb, Jugoslavien) er en kroatisk tidligere fodboldspiller (midterforsvarer/defensiv midtbane) og -træner.
Soldo spillede 61 kampe og scorede tre mål for Kroatiens landshold i perioden 1994-2002. Han var med i den kroatiske trup til EM 1996 i England, kroaternes første slutrundedeltagelse nogensinde. Senere deltog han også ved VM 1998 i Frankrig, hvor kroaterne vandt bronze, samt ved VM 2002 i Sydkorea/Japan.
På klubplan startede Soldo sin karriere i hjemlandet, hvor han blandt andet repræsenterede Dinamo Zagreb og Zadar. Efterfølgende tilbragte han hele 10 år i Tyskland hos VfB Stuttgart, som han vandt DFB-Pokalen med i 1997.